# Beleg (Lexikografie)
Als Beleg wird in der Lexikografie ein Zitat bezeichnet, das zum Nachweis eines Wortes beziehungsweise seiner Merkmale und seines Gebrauchs dient.
Belege ermöglichen es dem Lexikografen, fundierte Wörterbuchartikel zu schreiben, die nicht nur auf seinen privaten Sprachkenntnissen fußen, sondern auf nachprüfbarem Quellenmaterial beruhen – einem Korpus, dem die Belege entstammen. Dabei werden Belegstellen nicht in allen Wörterbüchern abgedruckt, sondern nur in solchen, die speziell für den wissenschaftlichen Gebrauch erarbeitet werden.
Um die Nachprüfbarkeit zu gewährleisten, werden Belege mit einer Referenz versehen, also mit einer exakten Quellenangabe inklusive Stellennachweis, die die zitierte Textstelle auffindbar macht.

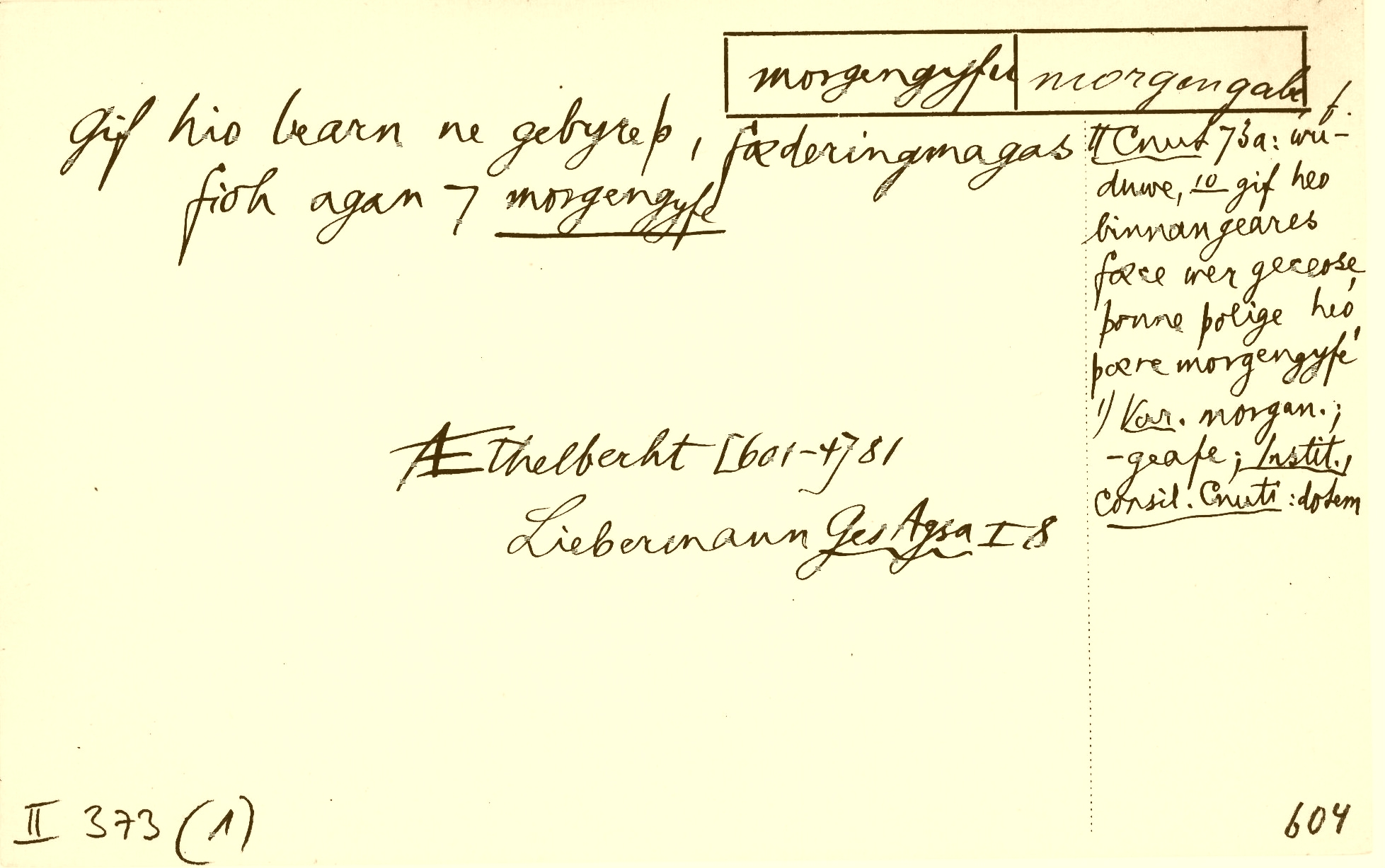
Auf diesem historischen Belegzettel des Deutschen Rechtswörterbuchs (um 1900 notiert) wurde ein Beleg zum Wort Morgengabe aus einem altenglischen Text festgehalten.

Bekannte Beispiele für ein Belegwörterbuch sind das Deutsche Wörterbuch der Brüder Grimm, Deutsche Rechtswörterbuch und das Schweizerische Idiotikon.
Üblicherweise wird aus dem verfügbaren Belegmaterial eine exemplarische Auswahl getroffen und nach semantischen, syntaktischen oder chronologischen Kriterien zu einer Belegreihe angeordnet. Die Abbildung von Ausschnitten aus der Objektsprache (dem Gegenstand des Wörterbuchs) erspart meistens umständliche metasprachliche Erläuterungen.
So kann eine Belegreihe implizite Informationen über die zeitliche, räumliche oder sprachsoziologische Verbreitung des Lemmas (wann, wo und in welchen Textsorten wird es gebraucht), syntaktische Muster, graphische und lautliche Varianten oder kulturgeschichtliche Bezüge enthalten.
In der Lexikographie sind einige Bezeichnungen für besondere Kategorien von Belegen verbreitet. Als Erst- und Letztbeleg bezeichnet man die älteste bzw. jüngste Textstelle, die die Verwendung eines Wortes bezeugt; solche Belege sind hauptsächlich von sprachgeschichtlichem Interesse. Unter einem prominenten Beleg versteht man einen Beleg, der eine hohe Bekanntheit in der Gemeinschaft hat (z. B. ein geflügeltes Wort). Ist ein Wort (innerhalb eines bestimmten Korpus) nur ein einziges Mal belegt, spricht man von einem Hapax legomenon. Sprechende Belege zeigen anschaulich, welche Bedeutung ein bestimmtes Wort hat, weil das Wort etwa in einer Synonymenreihe steht oder direkt erläutert wird.
Im Gegensatz zu Belegen werden Verwendungsbeispiele vom Lexikographen selbst erfunden, um exemplarisch ein typisches, verbreitetes Verwendungsmuster darzustellen.